# Istituto dei Sordi di Torino
Das Istituto dei Sordi di Torino (italienisch für „Gehörloseninstitut Turin“) ist eine gemeinnützige Stiftung mit Sitz in piemontesischen Pianezza.
Es handelt sich um eine der ältesten und bedeutendsten italienischen Einrichtungen zur Ausbildung von Gehörlosen: Ihre Tätigkeit begann im Jahr 1814 mit der Arbeit von Giovanni Battista Scagliotti an verschiedenen karitativen Einrichtungen in Turin und ging 1835 in der Königlichen Normalschule für Gehörlose und Stumme auf, die von dem Priester Francesco Bracco geleitet und im Januar 1838 per Dekret des Königs von Sardinien Karl Albert, als juristische Person gegründet wurde.
Das Institut hatte seinen ersten wichtigen Sitz in der Via Assarotti Nr. 12, mitten im Zentrum von Turin, einer Straße, die Ottavio Assarotti gewidmet war, dem genuesischen Gehörlosenpädagogen, der als „Vater der Taubstummen“ bekannt war, weil er einer der ersten Fachlehrer in Italien und Gründer des gleichnamigen Instituts in Genua war.
Der Hauptsitz in der Via Assarotti wurde 1865 eingeweiht und dank des Erbes der Gräfin Ottavia Masino di Mombello erbaut. Das Institut blieb genau einhundert Jahre in diesem Gebäude, bis es an den größeren Standort in Pianezza, wenige Kilometer außerhalb der Stadt, umzog. Der Standort wurde von Grund auf nach dem Vorbild amerikanischer Campusse errichtet und verfügte über eine Bibliothek, eine Turnhalle, Unterrichtsräume, ein Theater und einen großen Park auf einem über drei Hektar großen Grundstück.
Das Gehörloseninstitut Turin bietet ein komplexes System an Dienstleistungen an, darunter:
- Kurse in Italienischer Gebärdensprache: LIS-Kurse wurden im akademischen Jahr 1995/1996 begonnen und werden seitdem ohne Unterbrechung fortgesetzt. Der Lehrplan ist in drei Niveaustufen gegliedert, die ziemlich genau den grundlegenden Niveaustufen des Sprachenlernens entsprechen, die der Gemeinsame europäische Referenzrahmen für Sprachen vorsieht. Die Kurse sind mit Erlass vom 18. Oktober 2007 vom Ministerium für Bildung, Universität und Forschung für die Ausbildung von Schulpersonal akkreditiert.[1]
- Italienischkurse für gehörlose Ausländer:[2] Die vor über zehn Jahren eingeführten Kurse führten zu wichtigen Experimenten, die auch in der Veröffentlichung eines italienischen Handbuchs für Migranten gipfelten.[3]
- Kurse in American Sign Language;
- Territoriale Bildungsdienste zur Förderung der Kommunikation und Autonomie vom Kindergarten bis zur Universität;
- Wohnheime für gehörlose Erwachsene in Schwierigkeiten;
- Tagesstätte für junge gehörlose Menschen mit Mehrfachbehinderung;
- Logopädie;
- Bibliothek und Dokumentationszentrum:[4] Die Bibliothek enthält über 3000 Bände zum Thema Gehörlosigkeit,[5] nationale und internationale Zeitschriften, eine Sammlung von Abschlussarbeiten und einige Fonds von besonderer historischer Bedeutung, darunter den Caproni-Fonds und den Scuri-Fonds;
- Forschung und Weiterbildung;
- europäische und internationale Projekte;
- Projekte zur universellen Barrierefreiheit für Museen und Kultureinrichtungen im Sinne des Artikels 30 der UN-Konvention über die Rechte von Menschen mit Behinderungen.